# ゾーン・オブ・デス (イエローストーン国立公園)

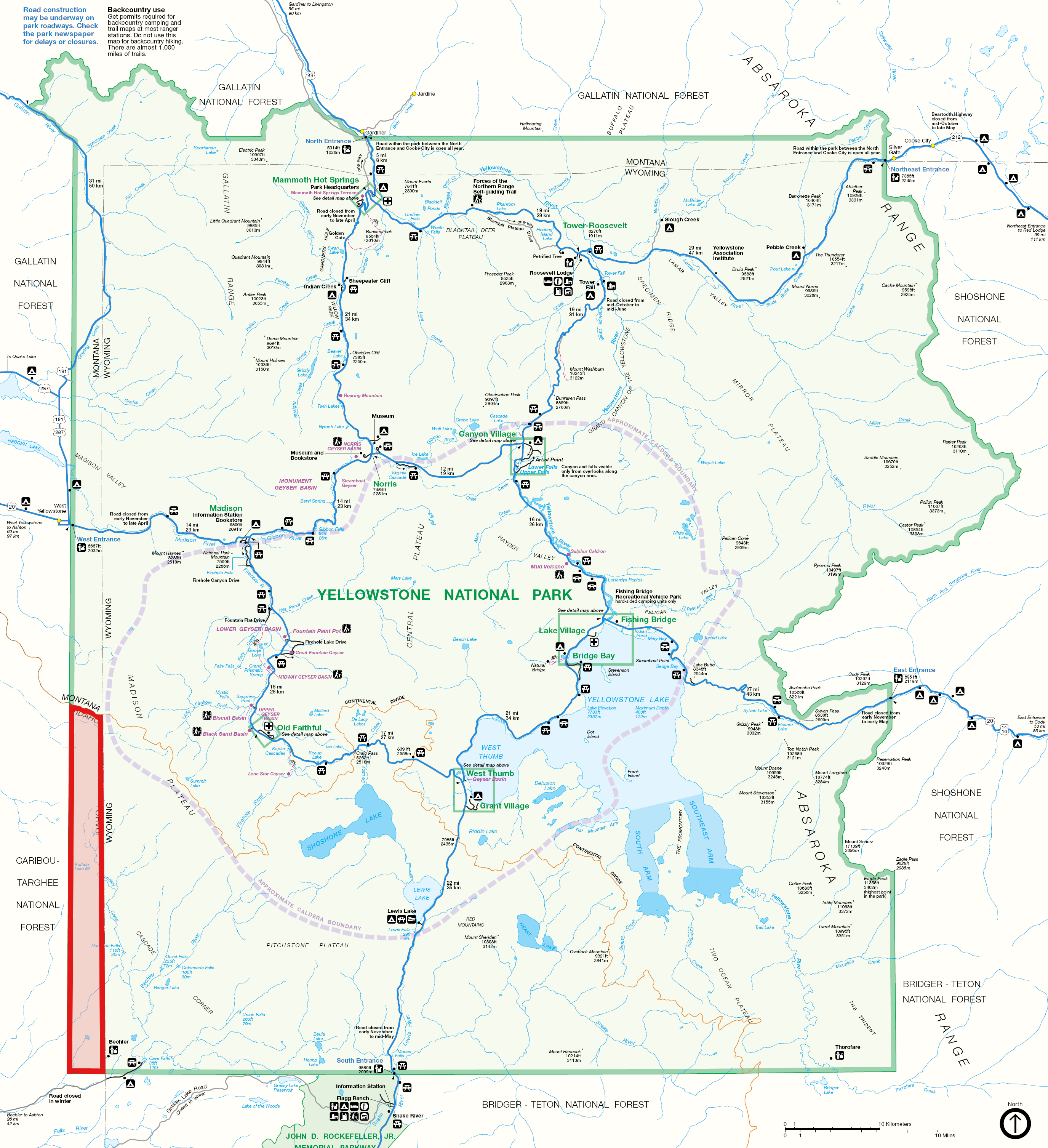
ゾーン・オブ・デス（地図上の赤の部分）。当該地域はイエローストーン国立公園の南西の一角にあり、公園内のアイダホ州とワイオミング・モンタナ両州の州境に囲まれる地域である。

ゾーン・オブ・デス（英語: Zone of Death）、または死のゾーンとは、イエローストーン国立公園の南西部にある南北に長い地域であり、行政区画上はアイダホ州に属する。アメリカ合衆国憲法修正第6条の不備により、この50平方マイル (129.50 km2) の地域で発生した殺人を含む重大な刑事犯罪は理論上、裁判所で裁くことができない。

## 原因
イエローストーン国立公園は大部分がワイオミング州内にあるが、ごくわずかの部分は州境を越えてアイダホ州とモンタナ州に属する。うちモンタナ州の部分には住民がいるが、アイダホ州の部分は完全な無人地域である。一方、米国の連邦地方裁判所の管轄地域は本来州境を越えず、ある州の全域または一部を管轄するように設定されるが、イエローストーン国立公園の全域はワイオミング州の州都・シャイアンにあるワイオミング地区連邦地方裁判所の管轄地域に指定される。これにより、ワイオミング地区連邦地方裁判所は米国で、複数の州を管轄する唯一の連邦地方裁判所となっている。一方、国立公園の管轄範囲内における専属的管轄権はアメリカ合衆国連邦政府にあるため、国立公園内で発生したあらゆる犯罪は所在する州の州法の下で訴追することはできない。
アメリカ合衆国憲法修正第6条「刑事陪審裁判の保障、被告人の権利」は以下のような内容である。
すべての刑事上の訴追において、被告人は、犯罪が行われた州の陪審であって、あらかじめ法律で定めた地区の公平な陪審による迅速かつ公開の裁判を受ける権利を有する。被告人は、訴追の性質と理由について告知を受け、自己に不利な証人との対質を求め、自己に有利な証人を得るために強制的手続きを利用し、かつ、自己の防禦のために弁護人の援助を受ける権利を有する。—アメリカ合衆国憲法、『アメリカ合衆国憲法に追加され、またはこれを修正する条項』、American Center Japan。
このため、イエローストーン国立公園のアイダホ州に属する地域で発生した犯罪を告訴する場合、アイダホ州内で行われる裁判にこの細長い地域の住民から選任された陪審員が出席する必要がある。しかし、この地域は無人地域で、ボイシにあるアイダホ地区連邦地方裁判所の管轄地域外にあるため、アイダホ州内から陪審を選任することはできない。憲法により保障される陪審裁判の要件が成立しない（ただし、量刑が自由刑以下の軽犯罪は裁判官によって裁定される可能性がある）ため、憲法裁判を開くことができず、従って被告人は判決を受けることができない。

## 発見
この法律上の抜け穴は、ミシガン州立大学の法学教授・ブライアン・C・カルトがアメリカ合衆国憲法修正第6条に関するエッセイを書こうとした時に発見したものである。カルトは、陪審員の選任条件を満たす市民の数が足りないという架空の場所でもし重大な犯罪が起こる場合、陪審員の不足により裁判を開くことはできないため、判決を下すのは不可能という結論を得た。その後、カルトはそのような場所がイエローストーン国家公園に存在することに気づき、犯罪を企む人が読んで、同地域で犯罪行為をする可能性があることを心配しながら、注意喚起をするために2005年にジョージタウン・ロー・ジャーナルに『The Perfect Crime』というエッセイを投稿した。

## その後
この地域を発見した後、カルトはアメリカ合衆国議会にこの法律上の抜け穴を封じるためにロビー活動をしていた。彼はワイオミング州の議員に、この地域をワイオミング地区連邦地方裁判所からアイダホ地区連邦地方裁判所に移管することを提案したが、その後の返事はなかった。 2007年、小説家のC・J・ボックスは、この地域をテーマとした『Free Fire』という小説を出版した後、ワイオミング州選出の上院議員・マイク・エンジがこの問題に反応し、議会で議論を提起したが、多くの議員が関心を示さなかったため、この問題を本格的に検討することはなかった。
カルトの発見以降、この地域で重大な犯罪が起こったことはいまだにない。しかし、ある密猟者がイエローストーン国立公園内のモンタナ州所属の地域でアメリカアカシカを密猟した時、政府側はこの人口僅少地域から陪審員を選任することに多くの労力を費やした。そのため、連邦判事は修正第6条があるにもかかわらず、密猟者はワイオミング地区連邦地方裁判所で裁判を受けるべきだとの判決を下した。これに対し、密猟者はカルトのエッセイ『The Perfect Crime』を引用し、犯罪が行われた州以外の州の陪審員による裁判を行うことが違法であると抗弁したが、裁判所はこの主張を却下した。その後、密猟者はアメリカ合衆国第10巡回区控訴裁判所にこの死のゾーンの問題を理由として上訴しないという条件で司法取引を行い、事件を解決した。

## 改編
この地域をテーマとする架空の物語として、2016年のモキュメンタリー『ポピュレーション・ゼロ』や、パラマウント・ネットワークのテレビシリーズ『イエローストーン』がある。